# Lars Brocker
Lars Brocker (* 19. Dezember 1967 in Viersen) ist ein deutscher Jurist. Er ist Präsident des Verfassungsgerichtshofs Rheinland-Pfalz und des Oberverwaltungsgerichts Rheinland-Pfalz in Koblenz.

## Leben
Brocker studierte nach dem Abitur am Städtischen Neusprachlichen Gymnasium Mönchengladbach im Jahre 1987 Rechtswissenschaften an der Universität zu Köln. Im August 1992 legte er das Erste juristische Staatsexamen und nach dem Vorbereitungsdienst als Rechtsreferendar beim Landgericht Krefeld mit Ausbildungsstationen u. a. an der Deutschen Botschaft in Helsinki und im Ministerium für Wissenschaft, Weiterbildung, Forschung und Kultur in Düsseldorf im Dezember 1995 das Zweite juristische Staatsexamen ab. Es folgte die Promotion bei Knut Ipsen an der Ruhr-Universität Bochum.
Seine berufliche Laufbahn begann Anfang 1996 als Referatsleiter im Wissenschaftlichen Dienst des Landtags Rheinland-Pfalz. 1996 war er drei Monate lang an die Staatskanzlei Rheinland-Pfalz zur Geschäftsstelle der Verwaltungsmodernisierungskommission abgeordnet, von März 2000 bis Februar 2001 als Richter am Amtsgericht Mainz tätig. Von Februar 2002 bis September 2003 war er stellvertretender Leiter des Wissenschaftlichen Dienstes des Landtags Rheinland-Pfalz, anschließend bis Ende 2006 Vertreter des Parlamentarischen Geschäftsführers und Justitiar der SPD-Landtagsfraktion Rheinland-Pfalz. Im Januar 2007 wurde er Direktor beim Landtag Rheinland-Pfalz.
Am 8. Juni 2012 wurde Brocker zum Präsidenten des Verfassungsgerichtshofs Rheinland-Pfalz und des Oberverwaltungsgerichts Koblenz ernannt. Zudem ist er Honorarprofessor an der Johannes Gutenberg-Universität Mainz.
Brocker ist Präsident der Gesellschaft für Rechtspolitik und Mitglied im Beirat des Instituts für Rechtspolitik an der Universität Trier sowie langjähriger Prüfer im juristischen Staatsexamen.